# Râul Valea Caselor, Sohodol
Râul Valea Caselor este un curs de apă, afluent al râului Viezurata. 

## Hărți
- Harta munții Vâlcan  Arhivat în 15 iunie 2011, la Wayback Machine.